# Bauhinia rubeleruziana
Bauhinia rubeleruziana är en ärtväxtart som beskrevs av John Donnell Smith. Bauhinia rubeleruziana ingår i släktet Bauhinia och familjen ärtväxter. Inga underarter finns listade i Catalogue of Life.